# Sucúa (canton)
Sucúa est un canton d'Équateur situé dans la province de Morona-Santiago.